# Internetzeepbel
De internetzeepbel, internetbubble of internethype (in het Engels dot-com bubble) was een hausse die duurde van 1997 tot voorjaar 2000. Tijdens deze hausse stegen de waarden van aandelen van internetbedrijven (en daarvan afhankelijke bedrijven) snel, als gevolg van de (verwachte) groei van die bedrijven. In het voorjaar van 2000 stortten de koersen ten slotte in en 'knapte' de zeepbel.
Kenmerkend voor de periode was de snelle oprichting (en soms even snelle onverwachte ondergang) van vele internetbedrijfjes, de zogenaamde dot-com (.com) bedrijfjes. Een combinatie van snel stijgende koersen van aandelen, grootschalige beursspeculatie door individuen en makkelijk verkrijgbaar investeringskapitaal creëerde een euforische stemming waarin mensen aloude economische wetmatige zekerheden als "voorbij" gingen beschouwen (de "Oude Economie"): traditionele ondernemingsstructuren waarin omzet, verlies, winst en kapitaal in onderlinge samenhang werden bezien werden opzij geschoven voor marktaandeel waarbij niet werd gekeken naar de netto inkomsten.
Toen de zeepbel (bubble) in 2000 knapte, veroorzaakte deze een wereldwijde lichte recessie die onverwacht langdurig was in de meeste westerse landen. Het knappen van deze specifieke bel leidde tot de lippenstiftindex van Leonard Lauder.
In Nederland viel deze recessie gelijk met de aanpassing van de economie aan de nieuwe Europese monetaire unie door de invoering van de euro, waarin het aandeel van de gulden te laag was, waardoor er plots een einde kwam aan een tijd van overbestedingen en oververhitting van de economie. Daarenboven werd er begin 2001 een nieuw belastingsysteem ingevoerd, dat eerst een instroom van consumptief kapitaal veroorzaakte maar daarna de recessie verscherpte doordat tegelijkertijd de manier van begroten van minister van Financiën Gerrit Zalm een cyclisch begrotingssysteem schiep.

## Geschiedenis

### Aanloop
In 1994 werd internet door de introductie van de webbrowser Mosaic een massa-artikel: het World Wide Web. In 1996 werd het de meeste multinationals en andere grote concerns duidelijk dat "het net" ongekende commerciële mogelijkheden in zich had en dat ze zich er met volle inzet op moesten richten. De gewone internetgebruiker zag vooral de mogelijkheid om in alle vrijheid informatie wereldwijd te verspreiden en ongedwongen contacten te leggen. Deze mogelijkheden werden al snel door gisse lieden opgemerkt als mogelijkheid om aldus sneller zaken te kunnen doen met webgebaseerde bedrijven: e-commerce. Ook groepscommunicatie (Usenet) behoorde tot de mogelijkheden.
Deze mogelijkheden lokten vele hoogopgeleide zelfstandig denkende jongeren, de zogenaamde Generation X, die zich konden inbeelden dat deze mogelijkheden een nieuwe manier van handel drijven, de "Nieuwe Economie", in zich hield waarvan zij, mits ze snel, doortastend en briljant te werk gingen, de eerste en grootse profiteurs konden worden.
Het was plots spotgoedkoop geworden miljoenen potentiële klanten met informatie over je product te bereiken. Communicatie met de klant en het verkopen van je product zodra het eerste contact gelegd was maakte allerlei zaken uit de "oude economie" overkomelijk en makkelijker: adverteren, bestellen via postorder maar nu sneller via e-mail, Customer Relationship Management, enzovoort. Het idee dat door het internet kopers en verkopers die elkaar nooit vonden, naadloos en met lage kosten tot elkaar gebracht konden worden, werd een collectief geloofsartikel. Al spoedig werd duidelijk dat het zó makkelijk ook weer niet ging. Het bleek een ingewikkelde zaak om een onderneming volgens dit model in te richten; slechts enkele bedrijven slaagden.
Een in 1996 gepubliceerde studie van het US Department of Commerce stelde dat het internetverkeer elke honderd dagen in omvang verdubbelde. Extrapolerend stelde men dat de trendmatige ontwikkeling zou leiden tot een internetmarkt met een waarde van 300 miljard dollar. Wereldwijd veroorzaakten dit soort voorspellingen een run op internetaandelen en het vrijkomen van grote hoeveelheden durfkapitaal.

### Soorten technologische bedrijven
In deze vroege periode van de dot-com bubble waren er vier soorten technologische bedrijven die het meest wisten te profiteren:
- bedrijven die de infrastructuur voor internet- en computernetwerken verzorgden als WorldCom
- bedrijven die basale internetsoftware verzorgden, waaronder webbrowsers: Netscape bijvoorbeeld
- bedrijven die zoekmachines leverden: Yahoo!, AltaVista, Lycos
- hardwareleveranciers: Apple, IBM, Atari, Tulip, Commodore, Dell, Compaq, HP

### De hype bouwt zich op
De durfinvesteerders bemerkten recordhoge stijgingen van de aandelenkoersen van voornoemde en aanverwante bedrijven en verloren daardoor hun natuurlijke voorzichtigheid. Zaak was niet meer zorgvuldig te kiezen waarin te investeren, maar gewoon in zo veel mogelijk initiatieven; de markt zou vanzelf de sterkste bedrijven laten komen bovendrijven. De rentestanden waren in die jaren in de westerse landen laag: vluchtkapitaal van de OPEC-landen dat normaliter in groeimarkten als Latijns-Amerika en het Verre Oosten gepompt werd, kwam vrij omdat er in die landen een aflossingscrisis dan wel een intrinsieke crisis gaande was. Doordat daardoor aandelen aantrekkelijker waren dan obligaties kwam er massaal goedkoop startkapitaal ter beschikking van de beginnende ondernemers. De meesten onder hen hadden nauwelijks ondernemerscapaciteiten, een solide ondernemingsplan of boekhoudkundige onderbouwing, maar konden deze gebreken maskeren doordat hun wilde ideeën door de onbekendheid met de Nieuwe Economie niet afgezet konden worden tegen een bestaande realiteit.
Het canonieke dot-com-ondernemingsmodel draaide om agressieve marktpenetratie door middel van het uitbouwen van netwerken. Daartoe werden veel producten gratis verstrekt om de naams- en productbekendheid zo snel mogelijk te vergroten. Deze bedrijven geloofden erin dat in het begin extreme verliezen in feite slechts als investeringen gezien moesten worden. Inderdaad werkte deze aanpak voor Yahoo! en Microsoft.
Vele beursonkundigen staken hun geld in aandelenfondsen en aandelenclubs om de boot niet te missen. Daar de waarde van aandelen gebaseerd is op handel in verwachtingen werden velen - op papier - snel rijk.
Stereotiepe dot-com-bedrijfjes hadden een jonge manager die hooguit 25 jaar oud was, een polo- of T-shirt droeg, in een rommelig kantoortje zat waar ter vermaak tafelvoetbal of een flipperautomaat stond; koffie, light drankjes en licht voedsel stonden altijd ter beschikking en een pizza was zo besteld. Bedrijfsfeestjes stonden bol van de merchandising. Daar tegenover waren de bedrijfjes berucht vanwege de werkdruk en de lange werktijden.
In 1995 begon het jaarlijkse summum van de dot-com bubble: de Webby Awards, waarop de beste websites bekroond werden. De glamourachtige uitreiking vond plaats in San Francisco, dicht bij het hart van de ICT-wereld, Silicon Valley. In 2001 waren er duizenden inzendingen, in 2002 was de hype over en waren het er nog enige honderden. In 2003 werd de uitreiking een virtueel gebeuren omdat nauwelijks nog dot-combedrijven de vliegtuigtickets konden betalen. Sinds 2005 wordt het evenement in New York gehouden.
Historisch gezien kan de hype het best geplaatst worden in de lange rij hypes veroorzaakt door nieuwe technologieën die allen de wereld aan de voeten van de investeerders zou brengen.

### Aandelenhausse
Op de financiële markten is een aandelenhausse een term die inhoudt dat er een zichzelf versterkende stijging of explosie van aandelenprijzen plaatsvindt. Pas achteraf kan deze term met zekerheid gegeven worden, als de koersen gekelderd zijn.
Katalysator van zo'n hausse is het proces waarin aandelenstijgingen opgemerkt worden en speculanten de aandelen gaan kopen in de hoop dat de koersen blijven stijgen en ze de aandelen later met winst van de hand kunnen doen. Dit is zeer riskant: de koersstijging komt immers niet tot stand omdat er van onderwaardering sprake is. De speculatie leidt dus tot overgewaardeerde bedrijven. Klapt deze "zeepbel" (omdat het vertrouwen in de onderneming plots afneemt, de concurrenten beter gewaardeerd worden of andere externe factoren) dan storten de koersen in en gaan vele van deze zeepbelbedrijven failliet.
Dit gebeurde eind 2000 en liep het jaar daarna nog door, een spoor van faillissementen achterlatend.
Het hele dot-commodel achter de Nieuwe Economie berustte economisch op drijfzand. Het overgrote deel van de dot-combedrijven had dezelfde marktstrategie: streven naar snelle monopolie door het netwerkmodel in te zetten. Echter: een monopolie kan maar door één partij ingenomen worden; het merendeel van de bedrijven zal dus falen. In feite bleken vele markten zelfs niches, waar geen plek was voor één of meerdere bedrijfjes.
Desondanks waren sommigen toch in staat steenrijk te worden in deze business. Indien het bedrijf in een vroeg stadium verkocht werd, werd het uiteenspatten van de zeepbel ontweken. Ook voeren velen mee op de hausse door zich te richten op het snelle werk: velen werden telefonisch of internetverkoper, beurshandelaar, financieel of organisatorisch adviseur.

### Gat in de hand
Volgens de theorie van de Nieuwe Economie hing het overleven van een bedrijf ervan af of het zo snel mogelijk in staat was klanten te winnen, zelfs al veroorzaakte dat enkel grote verliezen. "Get large or get lost" was het devies. Op het hoogtepunt van de hausse, in Nederland vlak na het Millennium tot begin 2001, deden bedrijven primaire emissies die slaagden grote kapitalen op te brengen op grond van irrationele verwachtingen: bedrijven hadden nog nooit winst gemaakt, soms zelfs nooit inkomsten gehad. De mate waarin het bedrijf het kapitaal erdoorheen joeg werd gezien als een graadmeter voor het slagen op de consumentenmarkt en dus een peilstok voor de mate van betrouwbaarheid en winstgevendheid.
Om onder de aandacht van het grote publiek te komen namen bedrijven kinderlijke namen aan als NokNok. Extreme uitgaven werden gedaan om maar onder de aandacht te komen van het grote publiek.
Verbazend is ook niet dat de mentaliteit "groei vóór winst" onherroepelijk ertoe leidde dat bedrijven excessief dure uitgaven deden: onnodige luxe investeringen in dure onderzoeksafdelingen, luxe zakenreizen, grote seminars. Werknemers en managers werden uitbetaald in opties die veel opbrachten bij de primaire emissies. Velen herinvesteerden het in nieuwe dot-combedrijven.
In de Verenigde Staten en minder in Europa gingen steden ertoe over te investeren in bedrijventerreinen voor spitstechnologie en dot-combedrijven: iedere stad een eigen Silicon Valley. Daartoe werden communicatienetwerken opgezet, breedbandverbindingen, glasvezelkabels gelegd. Bedrijven als Cisco Systems profiteerden daar enorm van.
In Europa werden enorme kapitalen uitgegeven om 3G-licenties te verkrijgen voor UMTS-verkeer. Mobiele telefoonoperators in landen als Nederland, Duitsland, Italië en het Verenigd Koninkrijk staken zich diep in de schulden, ook al stonden die investeringen niet in verhouding tot de cashflow. Dat werd pas later in 2001 en 2002 erkend, toen het al te laat was. Kleine ICT-bedrijven die afhankelijk waren van deze operators gingen daardoor massaal over de kop.

### Tegengas
In 1999 en begin 2000 werd de rente door de Federal Reserve zes maal verhoogd om het inflatiegevaar af te wenden, ontstaan door de oververhitte economie. De economie nam daarop inderdaad vaart terug. De top van de hausse kwam uiteindelijk op 10 maart 2000 toen de NASDAQ piekte op 5048,62 (hoogste punt die dag zelfs 5132,52), meer dan een verdubbeling ten opzichte van een jaar eerder. Begin april 2000 zette de daling hard in toen de eerste marktschandalen begonnen op te duiken. Zo werd Microsoft beschuldigd van het misbruik van monopolieposities.

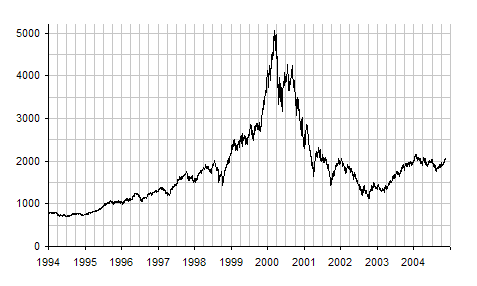
NASDAQ: Het koersverloop rondom de piek op 10 maart 2000

Een andere reden voor de piek was het millenniumprobleem. De eeuwwisseling zou veel computersystemen in de war sturen. Er was daarom veel geïnvesteerd in personeel en apparatuur. De millenniumbug bleef echter, mede door die investeringen, grotendeels uit en de ICT-uitgaven zakten weer in.
Begin 2001 liep de internetzeepbel in hoog tempo leeg. Het merendeel van de dot-combedrijven moest nadat het startkapitaal verbruikt was stoppen omdat er geen inkomsten gegenereerd werden, laat staan winst gemaakt werd.

### Naspel
In Nederland verliep de beursintroductie van World Online rampzalig. Al snel bleek dat de openingskoersen overdreven hoog waren en dat stichtster Nina Brink zelf geen vertrouwen in de zaak gehad had.
Adam Curry verliet de digitale revolutie en ging zich toeleggen op podcasts maar raakte in de moeilijkheden over octrooien.
Maurice de Hond wierp zich op als Nieuwe Economie-goeroe met zijn bedrijf Newconomy. Hij raakte zijn betrouwbaarheid snel kwijt.
Wish (internetprovider), Zonnet, NokNok en MyWeb, gratis internetproviders, gingen over de kop of werden overgenomen.
In België ging Lernout & Hauspie in 2001 failliet nadat geknoei in de resultaatcijfers bekend raakte.
America Online werd overgenomen door Time Warner, zich daarna AOL Time Warner noemende alvorens AOL van de naam te halen en terug te keren naar de principes van de Oude Economie.
Verscheidene bedrijven bezweken onder de schuldenlast, verkochten hun bezittingen maar gingen toch failliet. Grote schandalen kwamen aan het licht, zoals bij WorldCom. Een voor een raakten dot-combedrijven door hun kapitaal en werden geliquideerd. De domeinnamen waarvoor eerder grof betaald was gingen voor een habbekrats van de hand. Veel jaarrekeningenfraude dook op.
Enkele dot-combedrijven overleefden. Amazon.com en eBay zijn grote bedrijven geworden die hebben overleefd en goede vooruitzichten hebben.
ICT-ers die werkloos werden raakten snel achterop daar opleidingen op de werkplek wegvielen en de nieuwste ontwikkelingen aan hen voorbij gingen. Uitbesteding van ICT-taken naar nieuwe economieën als India, Ierland en Maleisië zorgde voor nog meer uitzichtloosheid. In 2006 importeerde men ICT-ers, al kwamen langzamerhand de opleidingen weer op die hoogopgeleide ICT-ers genereren; vele oudgedienden schoolden zich noodgedwongen om.